# Sports Illustrated Swimsuit Issue
Sports Illustrated Swimsuit Issue é uma edição especial de fotos com trajes de roupa de banho publicada anualmente pela revista norte-americana de desporto Sports Illustrated. A revista é caracterizada por apresentar modelos, atletas e celebridades em fato de banho fotografadas em locais exóticos de qualquer parte do mundo. A sua publicação ocorre normalmente durante o mês de Fevereiro ou Março de cada ano. É a publicação anual mais rentável do mundo, segundo levantamento de 2011 da revista Forbes.
A inclusão de uma modelo na capa desta publicação é considerada um dos factores da sua designação como supermodelo. Cada uma das edições da revista traz publicidade interna avaliada em dezenas de milhões de dólares em receita para a publicação em geral. Ela é geralmente reconhecida, através do sucesso popular conquistado por suas edições iniciais, como tendo legitimado o biquíni, criado em 1946, como peça de uso comum entre as mulheres nos Estados Unidos.

## História
A edição especial Sports Illustrated Swimsuit Issue surgiu em meados de 1960. Andre Laguerre, editor da revista norte-americana de desporto Sports Illustrated, precisou de preencher espaços vazios do calendário desportivo desse ano. A história conta que ele pediu à repórter de moda Jule Campbell para fotografar uma bonita modelo para ilustrar esses espaços e a capa desse calendário.
A primeira edição de 1964 incluia a capa e cinco páginas com fotografias. No entanto, ao longo dos anos da publicação, a edição foi crescendo e tornou-se um fenómeno em termos dos mídia. Jule Campbell mudou o paradigma na carreira das modelos e tornou-se numa figura poderosa da indústria.
A primeira edição foi publicada em 1964, trazendo na capa uma modelo em biquini.

A edição que recebeu mais cartas foi a de 1978 e a mais vendida foi a edição comemorativa do 25.º aniversário, em 1989 com Kathy Ireland na capa.
Ao longo dos anos, modelos como Cheryl Tiegs, Christie Brinkley, Paulina Porizkova, Elle Macpherson, Rachel Hunter, Valeria Mazza, Heidi Klum, Tyra Banks e Marisa Miller, ilustraram a capa. Nas páginas interiores participaram modelos como Cindy Crawford, Stephanie Seymour, Angie Everhart, Naomi Campbell, Daniella Sarahyba e Ana Beatriz Barros, entre outras.
Várias modelos brasileiras surgiram em páginas interiores da revista, no entanto apenas uma delas foi estampada na capa: a morena carioca Maria João, em 1978, fotografada na Bahia, hoje mais conhecida como mãe da atriz Jordana Brewster. Esta mesma edição foi a que teve o maior cancelamento de assinaturas e o maior número de cartas de reclamações recebidas pela revista, por conta de um ensaio da modelo Cheryl Tiegs com alguma nudez transparente nas páginas internas.
Apesar das capas serem sempre reservadas para modelos, não apenas estas aparecem em suas páginas posando as novas coleções de biquínis e maiôs, mas também atletas. Entre as muitas que já participaram de seus editoriais internos estão tenistas como Serena Williams, Steffi Graf, Venus Williams e Maria Sharapova. Atletas olímpicas como Amanda Beard (natação), Jennie Finch (softball), Lauren Jackson (basquetebol) e até a musa norte-americana dos esportes olímpicos de inverno, a esquiadora Lindsey Vonn. Além destas, já ilustraram as páginas internas a piloto de Fórmula Indy Danica Patrick e cheerleaders da NFL , representando o Dallas Cowboys, Miami Dolphins, New England Patriots, entre outros. Apenas uma vez a capa não teve uma modelo profissional nela. Em 2007, quando a direção da revista decidiu que esta edição seria dedicada à música, a escolhida foi a cantora Beyoncé Knowles.
Em 2006, a revista estendeu a publicação de forma a poder ser visível em dispositivos eletrónicos portáteis. Neste mesmo ano, ela trouxe oito modelos na capa, que participaram no livro "Sports Illustrated: Exposure", com fotografias de Raphael Mazzucco e produção de Diane Smith, testemunhando uma reunião de modelos sem precedentes, ao longo de 139 páginas de imagens inéditas. No ano seguinte ela foi publicada pela primeira vez na China.
O fotógrafo norte-americano Walter Iooss Jr. é o recordista de capas, com um total de 12 fotografadas, em mais de cinquenta anos de colaboração com a Sports Illustrated. Seu filho, Bjorn Iooss, foi o autor da capa de 2011, com a russa Irina Shayk.
Os contratos de publicidade na revista em 2005 atingiram o valor de 35 milhões de dólares. Em 2010, as receitas geradas atingiram os 40 milhões de dólares, representando 7% da receita anual da Sports Illustrated (572 milhões de dólares). Em 2015, representaram 10% da receita anual da Sports Illustrated.
Atualmente, a Sports Illustrated Swimsuit é mais do que a revista; integra também uma edição separada especial, um site, documentários especiais para a televisão, calendários, livros e um orçamento enorme em publicidade. Desde a sua primeira edição em 1964, a revista já contribuiu com mais de 1000 milhões de dólares de receitas para a companhia.

## Modelos na capa
| Edição | Modelo(s) | País | Fotógrafo(s)                           | Observações |
| ------ | --- | --- | -------------------------------------- | --- |
| 2021   | Megan Thee Stallion Naomi Osaka Leyna Bloom | Estados Unidos · Japão · Estados Unidos                                                                              |                                        | |
| 2020   | Kate Bock Jasmine Sanders Olivia Culpo | / |                                        | Devido à Pandemia de COVID-19, a edição foi atrasada e lançada a 13 de julho de 2020. Valentina Sampaio tornou-se a primeira modelo transgénera a posar para a revista.                                              |
| 2019   | Tyra Banks (3) Camille Kostek Alex Morgan | Estados Unidos · Estados Unidos · Estados Unidos                                                                     | Laretta Houston Josie Clough Ben Watts | Segunda vez que são lançadas três capas com diferentes modelos. Terceira capa para Tyra Banks. |
| 2018   | Danielle Herrington | Estados Unidos | Ben Watts                              | |
| 2017   | Kate Upton (3) | Estados Unidos | Yu Tsai                                | Primeira vez que são lançadas três capas diferentes com a mesma modelo |
| 2016   | Ronda Rousey Hailey Clauson Ashley Graham | Estados Unidos · Estados Unidos · Estados Unidos                                                                     | Frederic Pinet James Macari            | Primeira vez que são lançadas três capas com diferentes modelos |
| 2015   | Hannah Davis | Ilhas Virgens Americanas                                                                                             | Ben Watts                              | |
| 2014   | Lily Aldridge Chrissy Teigen Nina Agdal | Estados Unidos · Estados Unidos · Dinamarca                                                                          | James Macari                           | no interior: Kate Upton Edição especial comemorativa do 50.º aniversário The Legends. |
| 2013   | Kate Upton (2) | Estados Unidos | Derek Kettela                          | no interior: Hannah Davis |
| 2012   | Kate Upton | Estados Unidos | Walter Iooss Jr.                       | no interior: Alex Morgan |
| 2011   | Irina Shayk | Rússia | Bjorn Iooss                            | no interior:Kate Upton |
| 2010   | Brooklyn Decker | Estados Unidos | Walter Iooss Jr.                       | no interior:Bar Refaeli, Daniella Sarahyba |
| 2009   | Bar Refaeli | Israel | Raphael Mazzucco                       | no interior: Brooklyn Decker |
| 2008   | Marisa Miller | Estados Unidos | Raphael Mazzucco                       | no interior: Anne V, Yasmin Brunet |
| 2007   | Beyoncé Knowles | Estados Unidos | Cliff Watts                            | no interior: Bar Refaeli Primeira cantora numa capa |
| 2006   | Veronica Vařeková (2) Elle Macpherson (5) Rebecca Romijn (2) Rachel Hunter (2) Daniela Pestova (3) Elsa Benitez (2) Carolyn Murphy (2) Yamila Diaz (2) | República Checa · Austrália · Estados Unidos · Nova Zelândia · República Checa · México · Estados Unidos · Argentina | Raphael Mazzucco                       | no interior: Heidi Klum, Maria Sharapova Capa especial All-Star Reunion, com 8 modelos que foram capas anteriormente. Recorde de quinta capa para Elle Mcpherson.                                                    |
| 2005   | Carolyn Murphy | Estados Unidos | Jeff Olson                             | no interior: Marisa Miller, Yamila Diaz |
| 2004   | Veronica Vařeková | República Checa | Walter Iooss Jr.                       | no interior: Anna Kournikova Edição especial comemorativa do 40.º aniversário Hall of Fame. |
| 2003   | Petra Němcová | República Checa | Walter Iooss Jr.                       | no interior: Ana Beatriz Barros |
| 2002   | Yamila Diaz | Argentina | Jeff Bark                              | no interior: Veronika Varekova |
| 2001   | Elsa Benitez | México | Stewart Shining                        | no interior: Heidi Klum, Shirley Mallmann |
| 2000   | Daniela Pestova (2) | República Checa | Robert Erdmann                         | no interior: Laetitia Casta |
| 1999   | Rebecca Romijn | Estados Unidos | Antoine Verglas                        | no interior: Eva Herzigova |
| 1998   | Heidi Klum | Alemanha | Robert Erdmann                         | no interior: Tyra Banks |
| 1997   | Tyra Banks (2) | Estados Unidos | Russell James                          | primeira edição especial dedicada a modelos. |
| 1996   | Valeria Mazza Tyra Banks | Argentina · Estados Unidos                                                                                           | Walter Iooss Jr.                       | no interior: Kathy Ireland |
| 1995   | Daniela Pestova | República Checa | Mike Reinhardt                         | |
| 1994   | Kathy Ireland (3) Elle Macpherson (4) Rachel Hunter | Estados Unidos · Austrália · Nova Zelândia                                                                           | Walter Iooss Jr.                       | modelos grávidas (Ireland e Hunter), primeira modelo de capa pela quarta vez (McPherson) |
| 1993   | Vendela Kirsebom | Suécia | Paolo Curto                            | |
| 1992   | Kathy Ireland (2) | Estados Unidos | Robert Huntzinger                      | |
| 1991   | Ashley Richardson | Estados Unidos | Walter Iooss Jr.                       | |
| 1990   | Judit Masco | Espanha | Robert Huntzinger                      | |
| 1989   | Kathy Ireland | Estados Unidos | Paolo Curto                            | Especial do 25.º aniversário e a mais vendida de sempre. |
| 1988   | Elle Macpherson (3) | Austrália | Marc Hispard                           | Mcpherson iguala-se a Brinkley com três capas consecutivas. |
| 1987   | Elle Macpherson (2) | Austrália | John Zimmerman                         | |
| 1986   | Elle Macpherson | Austrália | Brian Lanker                           | |
| 1985   | Paulina Porizkova (2) | República Checa | Brian Lanker                           | |
| 1984   | Paulina Porizkova | República Checa | Paolo Curto                            | Paulina, com 18 anos, foi a modelo mais jovem numa capa. |
| 1983   | Cheryl Tiegs (3) | Estados Unidos | Walter Iooss Jr.                       | |
| 1982   | Carol Alt | Estados Unidos | John Zimmerman                         | |
| 1981   | Christie Brinkley (3) | Estados Unidos | John Zimmerman                         | Brinkley é a primeira com três capas consecutivas. |
| 1980   | Christie Brinkley (2) | Estados Unidos | John Zimmerman                         | |
| 1979   | Christie Brinkley | Estados Unidos | Walter Iooss Jr.                       | |
| 1978   | Maria João | Brasil | Walter Iooss Jr.                       | Esta edição provocou o maior número de cancelamentos de assinaturas (340) e o maior número de cartas recebidas com reclamações (2947) por causa das páginas internas, onde a modelo Cheryl Tiegs aparecia quase nua. |
| 1977   | Lena Kansbod | Suécia | Art Kane                               | |
| 1976   | Yvette & Yvonne Sylvander | Suécia | Kourken Pakchanian                     | primeira capa com duas modelos, irmãs gémeas. |
| 1975   | Cheryl Tiegs (2) | Estados Unidos | Walter Iooss Jr.                       | primeira repetição de uma modelo na capa |
| 1974   | Ann Simonton | Estados Unidos | Jay Maisel                             | Simonton depois tornou-se uma feminista ativista contra a exploração das mulheres e contra a própria revista da qual foi capa. Foi presa 11 vezes por desobediência civil.                                           |
| 1973   | Dayle Haddon | Canadá | Walter Iooss Jr.                       | |
| 1972   | Shelia Roscoe | Estados Unidos | John Zimmerman                         | |
| 1971   | Tannia Rubiano | Estados Unidos | Robert Huntzinger                      | |
| 1970   | Cheryl Tiegs | Estados Unidos | Jay Maisel                             | |
| 1969   | Jamee Becker | Estados Unidos | Ernst Haas                             | |
| 1968   | Turia Mau | França | John Zimmerman                         | |
| 1967   | Marilyn Tindall | Estados Unidos | Jay Maisel                             | |
| 1966   | Sunny Bippus | Estados Unidos | Howell Conant                          | |
| 1965   | Sue Peterson | Estados Unidos | Jay Maisel                             | |
| 1964   | Babette March | Alemanha | J. Frederick Smith                     | |

## Maior número de capas por modelo[53]
| Modelo            | Nacionalidade  | Número de capas | Edições                        | Notas          |
| ----------------- | -------------- | --------------- | ------------------------------ | -------------- |
| Elle Macpherson   | Austrália      | 5               | 1986, 1987, 1988, 1994*, 2006* | 3 consecutivas |
| Christie Brinkley | Estados Unidos | 3               | 1979, 1980, 1981               | 3 consecutivas |
| Kate Upton        | Estados Unidos | 3               | 2012, 2013, 2017               | 2 consecutivas |
| Cheryl Tiegs      | Estados Unidos | 3               | 1970, 1975, 1983               |                |
| Tyra Banks        | Estados Unidos | 3               | 1996*, 1997, 2019              | 2 consecutivas |
| Kathy Ireland     | Estados Unidos | 3               | 1989, 1992, 1994*              |                |
| Daniela Pestová   | Chéquia        | 3               | 1995, 2000, 2006*              |                |
| Paulina Porizkova | Chéquia        | 2               | 1984, 1985                     | 2 consecutivas |
| Carolyn Murphy    | Estados Unidos | 2               | 2005, 2006*                    | 2 consecutivas |
| Rebecca Romijn    | Estados Unidos | 2               | 1999, 2006*                    |                |
| Elsa Benitez      | México         | 2               | 2001, 2006*                    |                |
| Yamila Díaz-Rahi  | Argentina      | 2               | 2002, 2006*                    |                |
| Veronica Varekova | Chéquia        | 2               | 2004, 2006*                    |                |
| Rachel Hunter     | Nova Zelândia  | 2               | 1994*, 2006*                   |                |

Nota: * - capa em grupo com outras modelos

## Locais de produção
Inicialmente, as modelos eram fotografadas num único país em cada ano. À medida que a publicação foi crescendo o número de locais foi também aumentando.
- 1964 - Cozumel
- 1965 - Baixa Califórnia
- 1966 - Bahamas
- 1967 - Arizona
- 1968 - Polinésia Francesa
- 1969 - Porto Rico
- 1970 - Havai
- 1971 - República Dominicana
- 1972 - Marina del Rey
- 1973 - Bahamas
- 1974 - Porto Rico
- 1975 - Cancún
- 1976 - Baixa Califórnia
- 1977 - Maui
- 1978 - Brasil
- 1979 - Ilhas Seychelles
- 1980 - Ilhas Virgens Britânicas
- 1981 - Flórida
- 1982 - Quénia
- 1983 - Jamaica
- 1984 - Antilhas Holandesas
- 1985 - Austrália
- 1986 - Polinésia Francesa
- 1987 - República Dominicana
- 1988 - Tailândia
- 1989 - México, Seychelles, Kenya, Lago Powell, Kauai, São Bartolomeu
- 1990 - Ilhas Granadinas, Ilhas Windward
- 1991 - Turks e Caicos, Bali, São Bartolomeu
- 1992 - Espanha
- 1993 - Alasca, Florida Keys, Mackinac Island, Martha's Vineyard, Oahu
- 1994 - Sul da Califórnia, Colorado, Flórida, Bali, Pantelleria, Sardenha, São Martinho, México, Hong Kong
- 1995 - Bermuda, Costa Rica
- 1996 - África do Sul
- 1997 - Bahamas, Mónaco, Venezuela, México, Malibu
- 1998 - Ilhas Maldivas, Quénia, Indonésia, Ilhas Galápagos, Equador
- 1999 - Ilhas Necker, Guana
- 2000 - Malásia, Oahu, Maui, México
- 2001 - Tunísia, Grécia, Itália, Bahamas, Las Vegas
- 2002 - México, Guatemala, Costa Rica, Brasil, Argentina, Harlem Espanhol
- 2003 - Barbados, Quénia, Turquia, Flórida, Colorado, Vietname, Granada
- 2004 - Montauk, Lago Saranac, Mississípi, Wyoming, Arizona, Iowa
- 2005 - Bahamas, Honduras, Croácia, Chile, Tailândia, Costa Rica, Belize
- 2006 - Hollywood, Taiti, Las Vegas, Colômbia, Bahamas, Palm Springs
- 2007 - Flórida, Memphis, Jamaica, Brasil, Maui, Grambling, Louisiana, Los Angeles, Arizona, Cleveland
- 2008 - São Petesburgo, Ilha Singer, St. John's, Maui, Nicarágua, Ilhas Caimão, Turks e Caicos, Israel
- 2009 - México, Ilhas Canárias, Ilhas Granadinas, Nápoles, Turquia
- 2010 - Whistler, Atacama, Rajasthan, Maldivas, Palm Springs, Lisboa
- 2011 - Ilha de Peter, Ilhas Fiji, Ilha de Boracay, Singapura
- 2012 - Austrália, Costa do Golfo dos Estados Unidos, Panamá, Seychelles, Zâmbia
- 2013 - Antártica, Austrália, Guilin (China), Ilha de Páscoa, Namíbia, Espanha
- 2014 - Aitutaki, Cabo Canaveral, Parque Nacional dos Lençóis Maranhenses, Zermatt e Lago Léman, Nosy Be, Madagáscar, Congress Hall, Hotel Cape May, Santa Lúcia, Fiji, Ilha de Guana[85]
- 2015 - Route 66 – Santa Fé, Saint John (Ilhas Virgens Americanas), Parque Nacional das Grandes Montanhas Fumegantes, Ilha Captiva, Parque Nacional de Bryce Canyon, Costa Oeste – Califórnia e Oregon[86]
- 2016:  Zanzibar, Providenciales, Turcas e Caicos, Malta, Taiti, República Dominicana, São Vicente e Granadinas
- 2017: Anguilla, Tulum, Turcas e Caicos, Fiji, Curaçao, Finlândia, México, Sumba, Houston[87]
- 2018: Harbour Island, Aruba, Belize, Nevis[88]
- 2019: Costa Rica, Great Exuma, Ilha Kangaroo, Quénia, Paradise Island, Puerto Vallarta, Santa Lúcia[89]